# Frankofonie
■ frankofonní menšiny

Frankofonie (reálná, neoficiální).
mateřský jazyk
jeden z více či jediný úřední jazyk
kulturní jazyk
■ frankofonní menšiny

Vlajka Frankofonie byla zvolena v roce 1987 na popud nigerského návrhu

Frankofonie označuje zpravidla celek zemí užívajících francouzštinu jako prostředek k dorozumění nebo k rozvoji kultury.

## Podrobnější definice frankofonie
Termín frankofonie je však mnohem širší a také vágnější, než se z této definice může zdát. Je důležité pochopit jakou část populace a jaké země vlastně pojem frankofonie sdružuje.
Frankofonie sdružuje země, kde francouzština je:
- jediným oficiálním jazykem (Francie, Kongo, Monako atd.)
- jedním z oficiálních jazyků (Kanada, Švýcarsko, Čad atd.)
- mateřským jazykem velké části obyvatel (Francie, Belgie atd.)
- kulturním jazykem (Rumunsko, Maroko, Egypt, Alžírsko atd.)
- jazykem jen určité společenské vrstvy (např. Izrael)
- frekventovaným jazykem jen v určitých oblastech většího státu (USA – Louisiana, Nová Anglie)

Tyto skupiny se mohou i nemusí krýt (např. v některým zemích je francouzština sice jazykem oficiálním, není však jazykem mateřským většiny obyvatel, ani jimi není běžně používána).
Často se zaměňuje termín frankofonie s konceptem Mezinárodní organizace frankofonie. Tato organizace sdružuje země spíše z politického a ekonomického hlediska. V těchto zemích navíc nemusí být francouzština oficiálním, často ani běžně užívaným jazykem.

## Historie
Termín frankofonie byl používán zeměpisci od roku 1871 pro čistě technické účely. Teprve po 2. světové válce ve zvláštním vydání časopisu Esprit (1962) byl poprvé rozvinut termín „frankofonní uvědomělosti“ (conscience francophone). Z této doby pochází dnes již zřejmě nejuznávanější vysvětlení slova frankofonie, ve které jde spíše o uvědomění si společné kultury a jazyka než o způsob, jakým jsou vedena politická nebo ekonomická rozhodnutí.
Francouzští mluvčí se v té době cítili ohroženi všudypřítomností angličtiny a celosvětového vlivu anglo-americké kultury, jež se rozmohla výrazněji po konci druhé světové války. Teprve v té době se probudilo pravé „frankofonní vědomí“ spojené s vůlí po spojení za účelem obrany francouzského jazyka.
Obrana individuality jazyka je tendencí všech kultur. Frankofonie tvoří svou rozlehlostí a vlivem výjimečnou celosvětovou snahu mnoha lidí a mnoha kultur o rozvoj francouzštiny a nejrůznějších aspektů frankofonní kultury.
20. březen je Mezinárodním dnem frankofonie

## Členové frankofonie podle kontinentů

Mapa členů Mezinárodní organizace frankofonie, přidružených členů a pozorovatelů (zobrazeny jsou i kandidátské země a regionální vlády (v Belgii a Kanadě).

### Evropa
- Belgie (vláda Francouzské komunity Belgie)
- Bulharsko
- Francie
- Lucembursko
- Moldavsko
- Monako
- Rumunsko
- Švýcarsko

Přidružení členové:
- Albánie
- Andorra
- Řecko
- Severní Makedonie

Pozorovatelské země:
- Arménie
- Rakousko
- Chorvatsko
- Gruzie
- Maďarsko
- Litva
- Lotyšsko
- Polsko
- Slovensko
- Slovinsko
- Česko

### Severní Amerika a Karibik
- Kanada (vlády Québeku a Nového Brunšviku)
- Dominikánská republika
- Haiti
- Svatá Lucie

### Afrika
- Benin
- Burkina Faso
- Burundi
- Kamerun
- Kapverdy
- Komory
- Kongo (Brazzaville)
- Konžská demokratická republika (Kinshasa)
- Pobřeží slonoviny
- Džibutsko
- Egypt
- Gabon
- Guinea
- Guinea-Bissau
- Rovníková Guinea
- Madagaskar
- Mali
- Maroko
- Mauricius
- Mauritánie
- Niger
- Středoafrická republika
- Rwanda
- Svatý Tomáš a Princův ostrov
- Senegal
- Seychely
- Čad
- Togo
- Tunisko

### Asie a Oceánie
- Kambodža
- Laos
- Libanon
- Vanuatu
- Vietnam